# 主耶稣教堂

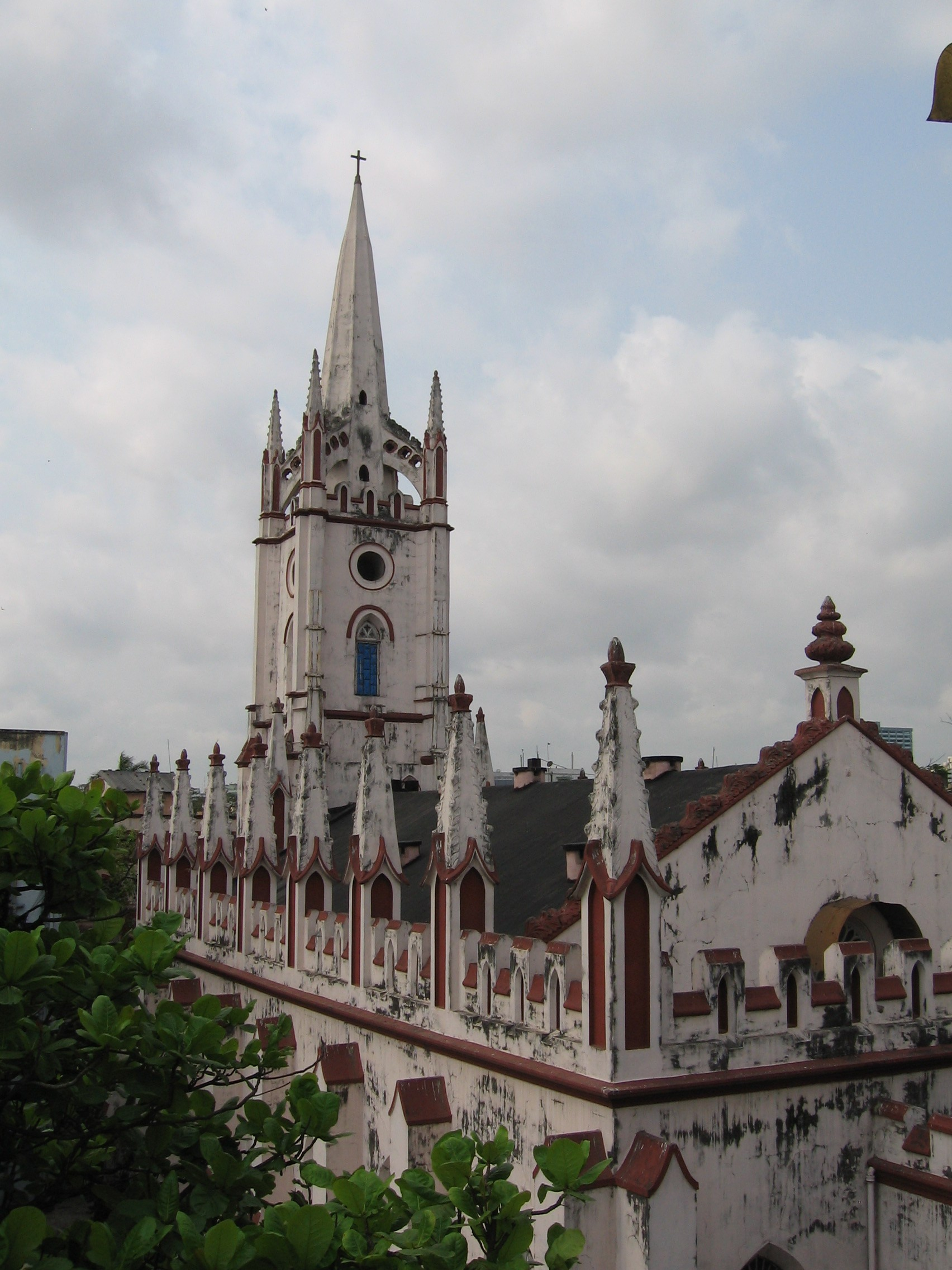
主耶稣教堂

主耶稣教堂（Lord Jesus Church；孟加拉语: Prabhu Jisur Girja）是一座位于罗马天主教教堂，位于印度加尔各答市中心。该堂原属苏格兰长老会，创建于19世纪初。后来改为卫斯理教堂。1942年，该堂与圣安得烈堂合并。1969年，卫斯理教堂归属天主教耶稣会，命名为主耶稣教堂。2005年，该堂成为天主教加尔各答总教区下辖的一个堂区。该堂的宗教仪式大部分使用 孟加拉语。